# Red de radares súper dual auroral

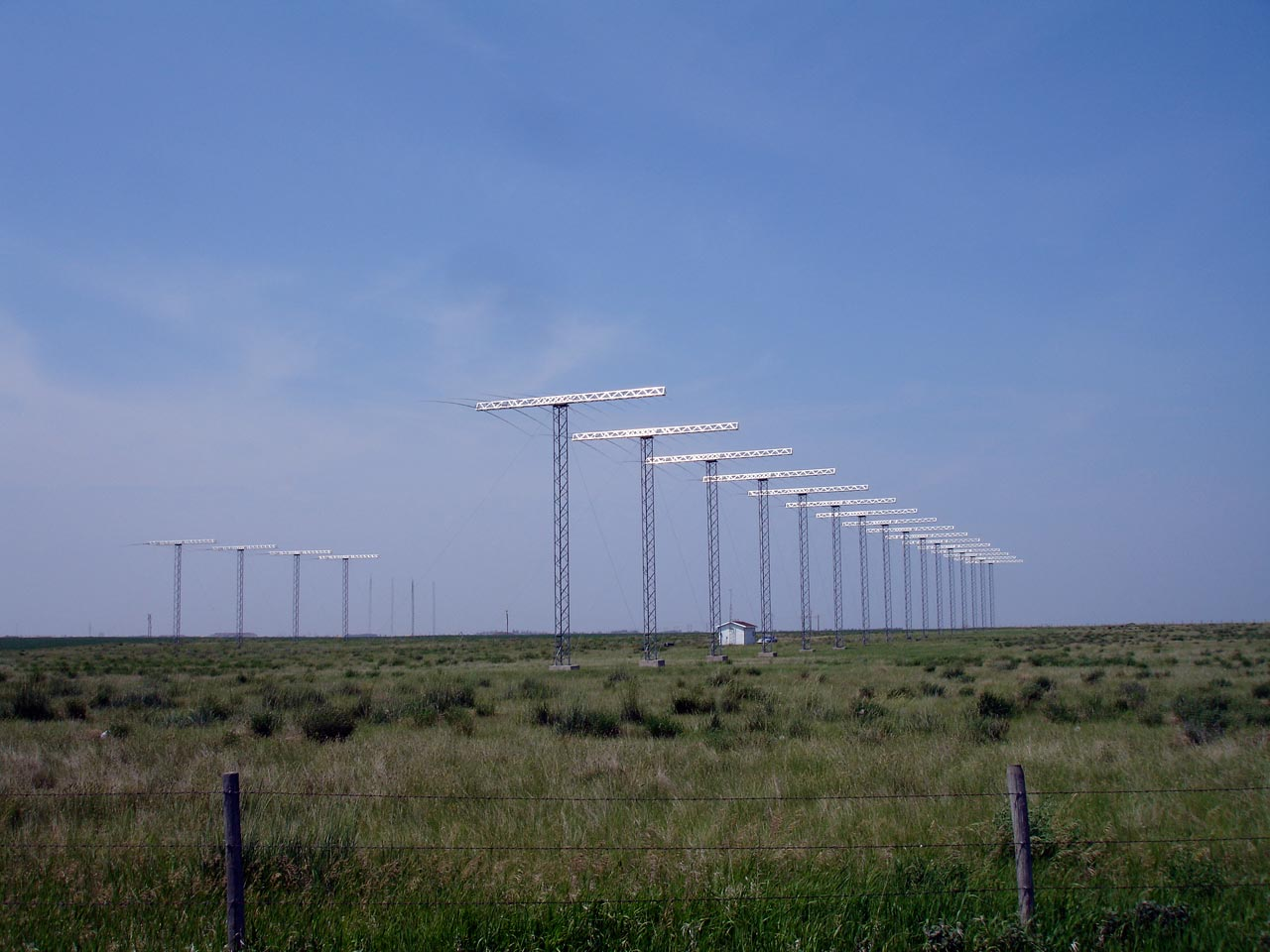
Sitio SuperDARN en Holmwood SDA, Saskatoon

La red de radares súper dual auroral (en inglés Super Dual Auroral Radar Network (acrónimo SuperDARN) es una red internacional de radares de estudios de la alta atmósfera e ionósfera, comprendiendo veintiún radares en el hemisferio norte y once en el sur operando en las bandas de alta frecuencia (HF) entre 8 MHz (37 m) y 22 MHz (14 m).
Se usan Java applets como sistema de visualización de datos de radar actualmente, indicando las bandas de frecuencia de 10 MHz (30 m) y 14 MHz (21 m) usadas primariamente en 2012 (en el Hemisferio Norte). Los radares miden la velocidad Doppler (y otras características vinculadas) de las irregularidades en la densidad de plasma de la ionósfera.
En el mosdo estándar de operaciones cada radar escanea a través de 16 haces de separación azimutal de ~3,24°, con un escaneo total en 1 min . Cada haz se divide en 75 rangos de puertas de 45 km de longitud, por lo que en cada análisis completo de los radares cubren cada 52° en azimut y más de 3000 km en rango de alcance, una superficie de más de 4×106 km².

## Historia
SuperDARN comenzó en 1983, al construirse la primera instalación de radar en Labrador, Canadá.
Se han agregado más artefactos más modernos, a la red de radares ionosféricos (en ambos Hemisferios) cada cuatro años.
Desde que Linux se hizo popular, se convirtió en el sistema operativo por defecto, en la red Superdarn. Tal sistema operativo (superdarn-ros.3.6) tiene licencia bajo LGPL). 

## Sitios SuperDARN
La siguiente es una lista de sitios SuperDARN, sobre la base de listas mantenidas por la Universidad Johns Hopkins Applied Physics Laboratory, Universidad de Saskatchewan, and Instituto Politécnico y Universidad Estatal de Virginia.  Hacia 2009, la red se expandió hacia latitudes medias, como Hays (Kansas) (cerca de Universidad Estatal de Fort Hays), Oregón, en Azores, con el fin de apoyar la cartografía fuera de las regiones aurorales durante grandes tormentas geomagnéticas.
| Nombre                     | Código | Localidad                                            | Coordenadas                             | Boresight Heading | Instituto (website)                                               | Nacionalidad |
| -------------------------- | ------ | ---------------------------------------------------- | --------------------------------------- | ----------------- | ----------------------------------------------------------------- | ------------ |
| Hemisferio Norte           |        |                                                      |                                         |                   |                                                                   |              |
| King Salmon                | ksr,c  | King Salmon, Alaska, EE. UU.                         | 58°41′N 156°39′O / 58.68, -156.65       | −20.0°            | Instituto Nacional de Tecnología de Información y Comunicaciones  | Japón        |
| Kodiak                     | kod,a  | Kodiak, Alaska, EE. UU.                              | 57°36′N 152°12′O / 57.60, -152.2        | 30.0°             | Universidad de Alaska Fairbanks                                   | EE. UU.      |
| Prince George              | pgr,b  | Prince George, British Columbia, Canadá              | 53°59′N 122°35′O / 53.98, -122.59       | −5.0°             | Universidad de Saskatchewan                                       | Canadá       |
| Saskatoon                  | sas,t  | Saskatoon, Saskatchewan, Canadá                      | 52°10′N 106°32′O / 52.16, -106.53       | 23.1°             | Universidad de Saskatchewan                                       | Canadá       |
| Rankin Inlet               | rkn,x  | Rankin Inlet, Nunavut, Canadá                        | 62°49′N 93°07′O / 62.82, -93.11         | 5.71°             | Universidad de Saskatchewan                                       | Canadá       |
| Inuvik                     | inv    | Inuvik, Territorios del Noroeste, Canadá             | 68°25′N 133°30′O / 68.42, -133.5        | 26.44°            | Universidad de Saskatchewan                                       | Canadá       |
| Blackstone                 | bks    | Blackstone, Virginia, EE. UU.                        | 37°06′N 77°57′O / 37.10, -77.95         | -40.0°            | Instituto Politécnico y Universidad Estatal de Virginia           | EE. UU.      |
| Kapuskasing                | kap,k  | Kapuskasing, Ontario, Canadá                         | 49°23′N 82°19′O / 49.39, -82.32         | −12.0°            | Universidad Johns Hopkins Laboratorio de Física Aplicada          | EE. UU.      |
| Wallops Island             | wal,i  | Wallops Island, Virginia, EE. UU.                    | 37°56′N 75°28′O / 37.93, -75.47         | 35.86°            | Universidad Johns Hopkins Laboratorio de Física Aplicada          | EE. UU.      |
| Goose Bay                  | gbr,g  | Happy Valley-Goose Bay, Terranova y Labrador, Canadá | 53°19′N 60°28′O / 53.32, -60.46         | 5.0°              | Universidad Johns Hopkins Laboratorio de Física Aplicada          | EE. UU.      |
| Stokkseyri                 | sto,w  | Stokkseyri, Islandia                                 | 63°52′N 22°01′O / 63.86, -22.02         | −59.0°            | Centro Nacional para la Investigación Científica de Francia       | Francia      |
| Þykkvibær Cutlass/Iceland  | pyk,e  | Þykkvibær, Islandia                                  | 63°52′N 19°12′O / 63.86, -19.20         | 30.0°             | University of Leicester                                           | RU           |
| Hankasalmi Cutlass/Finland | han,f  | Hankasalmi, Finlandia                                | 62°19′N 26°37′E / 62.32, 26.61          | −12.0°            | University of Leicester                                           | RU           |
| Hokkaido                   | hok    | Hokkaido, Japón                                      | 43°32′N 143°37′E / 43.53, 143.61        | 30.0°             | Laboratorio de Ambiente Solar-Terrestre, Universidad de Nagoya    | Japón        |
| Hemisferio Sur             |        |                                                      |                                         |                   |                                                                   |              |
| Nombre                     | Código | Localidad                                            | Coordenadas                             | Boresight Heading | Instituto (website)                                               | Nacionalidad |
| Halley*                    | hal,h  | Base Halley, Antártida                               | 75°31′S 26°38′O / -75.52, -26.63        | 165.0°            | British Antarctic Survey                                          | RU           |
| SANAE*                     | san,d  | Base SANAE IV, Vesleskarvet, Antártida               | 71°41′S 2°51′O / -71.68, -2.85          | 173.2°            | Universidad de KwaZulu-Natal y el Observatorio Magnético Hermanus | Sudáfrica    |
| Syowa South*               | sys,j  | Base Showa, Antártida                                | 69°00′S 39°35′E / -69.00, 39.58         | 165.0°            | Instituto Nacional de Estudios Polares                            | Japón        |
| Syowa East*                | sye,n  | Base Showa, Antártida                                | 69°01′S 39°37′E / -69.01, 39.61         | 106.5°            | Instituto Nacional de Estudios Polares                            | Japón        |
| Kerguelen                  | ker,p  | Islas Kerguelen                                      | 49°21′00″S 70°15′58″E / -49.35, 70.266  | 168.0°            | Centro Nacional para la Investigación Científica de Francia       | Francia      |
| TIGER                      | tig,r  | Bruny Island, Tasmania, Australia                    | 43°24′00″S 147°12′58″E / -43.4, 147.216 | 180.0°            | Universidad La Trobe                                              | Australia    |
| TIGER-Unwin                | unw,u  | Awarua, cerca Invercargill, Nueva Zelanda            | 46°31′S 168°23′E / -46.51, 168.38       | 227.9°            | Universidad La Trobe                                              | Australia    |

*: Parte del Experimento de radar auroral del hemisferio sur

## Cobertura
Hemisferio Norte
- Debido a que la red SuperDARN evolucionó en el oeste durante la Guerra Fría, la cobertura de las regiones árticas de Rusia es pobre
- Aunque no hay escasez de lugares posibles para cubrir las regiones árticas de Rusia desde el Norte de Europa y Alaska, la cobertura probablemente no sea de alta calidad
- Hasta ahora, no hubo ningún movimiento dentro de los gestores de la red SuperDARN, para hacer negocios conjuntos con universidades rusas en construir la parte rusa de la red

Hemisferio Sur
- Aunque la Antártida está cubierta razonablemente bien, las regiones subantárticas no tienen una cobertura uniforme
- Java VM en tiempo real: su interoperabilidad de software de visualización (donde ambos polos se pudiesen observar al mismo tiempo) es todavía un trabajo en progreso

|                                                                          |
| Pantalla applet de Java en tiempo real, de la red SuperDARN para América |

| |
| El radar Unwin es unj arreglo de radar, en la Planicie Awarua cerca de Invercargill, Nueva Zelanda |

## Artículos de investigación
Trabajos de investigación relacionados con SuperDARN y tecnologías relacionadas
- operaciones de Doble Pulso con SuperDARN
- El radar TIGER, una extensión de SuperDARN (enlace roto disponible en Internet Archive; véase el historial, la primera versión y la última).

Display en tiempo real de radares SuperDarn
- Pantalla applet Java (Ártico norteamericano)